# 立山秋航
立山 秋航（たてやま あきゆき、1980年9月27日 - ）は、日本のドラマー、作曲家、編曲家。

## 来歴
小学校からピアノ、中学校からドラムを始める。
2002年5月に立教大学軽音楽部のサークル仲間であった5人でTHE LINDA!の前身となるバンドを結成（詳細はTHE LINDA!を参照）。
2004年、THE LINDA!としてCDデビュー。
大学卒業後、音楽家作曲家として活動。

## 人物
趣味は「あらゆる楽器の基礎練習」で、実際にドラム、ピアノの他にギター、ベースの腕はプロとして認められており、他の歌手のレコーディング参加、ライブツアーにサポート・ミュージシャンとして帯同する。

## 提供・参加作品
（THE LINDA!としての参加作品は当該記事を参照）
亜咲花
- 「Seize The Day」（編曲）
- 「Isn't It Fun?」（宮原康平と共作曲・編曲）
- 「Easy Life, Easy Curry-カレーメシのうた-」 （作曲・編曲）
- 「Sun Is Coming Up」（永塚健登と共作）

Early Morning
- 「少しずつ 少しずつ 」（編曲）

雨宮天
- 「フリイジア」（編曲）

AMEMIYA
- 「古い日記」（編曲・ギター・ベース）

上原あずみ
- 「奇跡」（編曲）

AKB48グループ
- AKB48
  - 「桜の花びらたち～学校mix」（編曲・ギター）
  - 「Seventeen」（編曲・ギター）
  - 「ぽんこつブルース」（福田貴訓と共編曲）

- NGT48
  - 「暗闇求む」（編曲）
  - 「ナニカガイル」（編曲）
  - 「ぎこちない通学電車」（編曲）
  - 「友達でいましょう」（編曲）
  - 「私のために」（編曲）
  - 「あとで」（編曲）
  - 「世界の人へ」（編曲）
  - 「カーテンの柄」（編曲）
  - 「泣きべそかくまで」（編曲）

- ノースリーブス
  - 「誰か教えて」（編曲）
  - 「君に恋をした」（編曲・ギター）

- 渡り廊下走り隊7
  - 「なんて素敵なあひるのボート」（編曲・ギター）

GACKT
　「GACKT LAST SONGS 2021 feat.K」(編曲)
からっと☆
- 「みんなのからあげ 〜サンバ・バージョン〜」（編曲）

北原愛子
- 「MY★WAY」（編曲）
- 「明日はきっと晴れるや」（編曲・プログラミング・ギター）
- 「La-i-la」（作曲・編曲）

鬼頭明里
- 「Always Going My Way」（作曲・編曲）

KG
- 「恋におちたら」（編曲・ギター）
- 「あなたのキスを数えましょう 〜You were mine〜」（編曲・ギター）

KENN
- 「Be the one for you」（編曲）

小西裕子
- 「はっぱのおやこ」（編曲）

小松未可子
- 「虹の約束」（ストリングスアレンジ）

KoN
- 「冷たい雨」（編曲・ギター）
- 「愛はどこに」（編曲・ギター）

佐土原かおり
- 「To Be Continued?」（ホーンアレンジ）

沢井美空
- 「ごめんね、いいコじゃいられない。」（編曲・ギター）
- 「Lost Generation」（編曲）

さんみゅ～
- 「大好きだ 何度でも 〜夢のしっぽ〜（編曲）
- 「月夜のI love you」（編曲）
- 「白い蕾」（編曲・ギター）
- 「僕らの未来地図」（編曲・ギター）

島谷ひとみ
- 「Cali≒Cata≒Luca ～カリカタルカ 仮初めの呪文～」（編曲・プログラミング・ギター）

鈴木愛奈
- 「暁のdetermination」（編曲）

鈴木このみ
- 「Humming Flight!」（編曲）

ジャニーズ事務所関連
- A.B.C-Z
  - 「リメンバー」（編曲）
  - 「リンネ」（編曲）
  - 「My Life」（編曲・ギター）
  - 「Finally Over」（Steven Leeと共編曲・ギター）
  - 「Great 5」（田仲圭太と共編曲）
  - 「V」（編曲）
  - 「さぁ生きまくれ! wonderful life!」（編曲）
  - 「PERIOD」（共編曲）

- KAT-TUN
  - 「Ask Yourself」（編曲）
  - 「Untoppable」（編曲）
  - 「アイノオカゲ」（編曲）
  - 「Desire」（Nicklas Eklundと共編曲）
  - 「EUPHORIA」（Jovette Rivera・Maiko Kawabe Riveraと共編曲）
- SixTONES
  - 「Imitation Rain」（THE FIRST TAKE ver編曲）
  - 「BE CRAZY-Rock Rearrange-」（共編曲）
  - 「Hysteria -Rock Rearrange-」（編曲）
- Taiga Kyomoto（京本大我）
  - 「We can't go back」（編曲）[3]
- Sexy Zone
  - 「Real Sexy!」（編曲・ギター）
  - 「生きてよ」（編曲）
  - 「勝利の日まで」（編曲）
  - 「ドキドキBreak Out!!」（編曲）
  - 「一歩ずつ 〜Walk On The Wild Side〜」（編曲）
  - 「冬が来たよ」 （編曲）
- Snow Man
  - 「Acrobatic」（編曲）
  - 「Don't Hold Back」（編曲）
- なにわ男子
  - 「The Answer」（ストリングスアレンジ）
  - 「LAI-LA-LA」（Peter Nordと共編曲）
  - 「Over The Horizon!」(編曲)

- Hey! Say! 7
  - 「Just For You」（編曲・ギター）

- Mr.King vs Mr.Prince
  - 「Hello!!!ハルイロ」（編曲）

純情のアフィリア
- 「ちいさなまほう 〜Small Magic〜」（編曲・ギター）

すイエんサーガールズ
- 「ピカッと!アハッと!体操」（編曲・ギター）
- 「スーダラ節」（編曲）

すたーふらわー
- 「ヘンテコリーナ」（編曲）
- 「ハルカス音頭」（編曲）

スターダストプロモーション関連
- S★スパイシー2
  - 「恋泥棒は左利き」（編曲）

- KAGAJO☆4S
  - 「Young Woman♡」（編曲）

- 私立恵比寿中学
  - 「あるあるフラダンス 」（編曲・ギター）
  - 「これでいいのだ!」（編曲・ギター）

- 3B junior
  - 「ひとつよろしくどうぞ」（ブラスアレンジ）

- 超特急
  - 「Bloody Night」（編曲・ストリングスアレンジ）
  - 「Keyword」（作曲・編曲）

ダイアナ・ガーネット
- 「My Revolution」（編曲）
- 「そばかす」（編曲・ギター）
- 「小さな恋のうた」（編曲・ギター）
- 「春 〜spring〜」（編曲・ギター）
- 「雪の華」（編曲・ギター）
- 「残酷な天使のテーゼ」（編曲・ギター）

田﨑あさひ
- 「手紙」（編曲・ドラム）
- 「Rolling Days」（編曲）
- 「サクラ時計」（編曲・ギター・ドラム）

タダシンヤ
- 「prologue」（編曲）
- 「close to you 〜最後の季節〜」（編曲）
- 「darlin'」（編曲）

津田健次郎
- 「HELLO WORLD」（編曲・ギター）

Zwei
- 「AKASI」（作曲・編曲）
- 「CRYSTAL CLASH」（作曲・編曲）

つりビット
- 「ギョギョギョムーチョ」（編曲）
- 「キメキメクリスマス」（編曲・ギター）

T-ARA
- 「A-HA」（編曲・ギター・ベース）

D-51
- 「Rainy Days」（編曲・ハーモニカ）
- 「はなから愛していないでしょ？」（編曲）
- 「平均寿命」（編曲）
- 「only You」(編曲)

東山奈央
- 「SHINY DAYS」（編曲）

翔猿正也
- 「ハッキヨイ! 大相撲 ひよの山かぞえ歌」（編曲）

トミタ栞
- 「17歳の歌」（編曲）
- 「ホワイトデイ」（編曲）
- 「二度寝最高」（編曲）
- 「恋な歌」（編曲）

長妻樹里
- 「嫌いになれるかな」（編曲・ギター）

春奈るな
- 「SU・KI・DA・YO」（編曲・ギター）

平川大輔
- 「propose 〜last night〜」（編曲・ギター）

星野みちる
- 「ガンバレ!」（編曲・サウンドプロデュース・ドラム・ギター・ベース・キーボード）
- 「サヨナラのサイン」（編曲・サウンドプロデュース・ドラム・ギター・ベース・キーボード）
- 「DEAR M」（編曲・サウンドプロデュース・ドラム・ギター・ベース・キーボード）
- 「泣きたくなる」（編曲・サウンドプロデュース・ドラム・ギター・ベース・キーボード・コーラス）
- 「信じたい」（編曲・サウンドプロデュース・ドラム・ギター・ベース・キーボード）
- 「夢の足跡」（編曲・サウンドプロデュース・ドラム・ギター・ベース・キーボード）
- 「勇敢な僕ら」（編曲・サウンドプロデュース・ドラム・ギター・ベース・キーボード）

ホ・ヨンセン
- 「Hello Mello -Japanese ver.-」（編曲）
- 「いつでも僕は君といる」（編曲・ギター）

MARGINAL#4
- 「O/Z」（編曲）
- 「もぅまんたい」（編曲）

山猿
- 「無口な明日を嫌わないで」（ストリングスアレンジ・ギター）
- 「夏の日」（ストリングスアレンジ・ギター）
- 「愛・夢・孤独」（ストリングスアレンジ）
- 「幸せのありか」（山猿と共作曲）

jyA-Me
- 「愛が生まれた日 with 角田信朗」（編曲）

ゆーたくII
- 「Overture (Instrumental)」（作曲・編曲）
- 「ゆーたくII の召しませParty!!」（編曲）
- 「Reprise (Instrumental)」（共作曲・編曲）（作曲は砂守岳央と共作）

ゆう十
- 「それがあなたの幸せとしても」（編曲）
- 「トイカケ」（編曲）
- 「糸」（編曲）
- 「吉原ラメント」（編曲）

ユナク from 超新星
- 「WAITING 4 U (Acoustic Mix)」（編曲）

夢みるアドレセンス
- 「小さなストーリー」（編曲・サウンドプロデュース）

吉木りさ
- 「ナビゲーション」（作詞・作曲・編曲・ドラム）
- 「Flying Sparkling☆☆☆」（編曲）

吉田山田
- 「ラブレター」（吉田山田と共編曲）

LAGOON
- 「君の待つ世界」（共作詞・作曲・編曲）（作詞はMIZUEと共作）

Lead
- 「anytime」（編曲・ギター）
- 「茜色に染まるころに」（編曲）
- 「線香花火」（編曲）

渡辺麻友
- 「2人の夜明け」（編曲・ギター・ベース）
- 「ラッパ練習中」（編曲）

WAWAWA
- 「騒乱唄」（宮原康平と共作曲・編曲）

Double Ace
- 「薔薇色のランデブー」（作曲・編曲）

### アニメ・ゲームソング
アスタロッテのおもちゃ!
- 「ナイトサーベル」（作曲）

alan
- 「热血三国」（作曲・編曲）

Wake Up, Girls!
- 「End of endless」（編曲）
- 「無限大ILLUSION」（編曲）

Scared Rider Xechs
- 「STARDUST LOVERS」（編曲・ギター）

げんしけん二代目
- 「ただ見つめるだけ」（編曲）

DIABOLIK LOVERS
- 「愛しきPain」（編曲・ギター）

Tokyo 7th シスターズ
- 「コドーモ・デ・ヒーロ / コドモ連合」（宮原康平と共作）

這いよれ! ニャル子さん
- 「ZERO FLAG MAN×ただの友達」（編曲・ギター）
- 「太陽曰く燃えよカオス クトゥグア ver.」（編曲・ギター）
- 「太陽曰く燃えよカオス這いより隊G' ver.」（編曲）
- 「太陽曰く燃えよカオス 暮井珠緒 ver.」（編曲）

花咲くまにまに
- 「初楓」（編曲）

ちいかわ
- 「パジャマパーティーズのうた」（作曲・編曲）

ハマトラ
- 「See you again!」（編曲・ギター）

ヒーリングっど♥プリキュア
- 「エビバディ☆ヒーリングッデイ！」（編曲）

不機嫌なモノノケ庵
- 「扉のむこう」（編曲）

pop'n music
- 「麗しきエトワールアンジュ」（編曲）

もし、この世界に神様がいるとするならば。
- 「可能性のメモリア」（編曲）

恋愛days 〜一つ屋根の下〜
- 「恋愛days 〜一つ屋根の下〜」

メメントモリ
- 「drowsiness」 song by ヲタみん（作曲・編曲）

コウペンちゃん
- 「いつも君といっしょのうた」[4]

## BGM・劇伴作品など
アニメ
- 格闘美神 武龍
- ヒーローバンク
- Wake Up, Girls!（MONACAと共同）
- 侍霊演武:将星乱
- 下ネタという概念が存在しない退屈な世界[5]
- くまみこ[6]
- アイドル事変[7]
- 剣王朝
- ばなにゃシリーズ[8]
  - ばなにゃ
  - ばなにゃ2
- ぱすてるメモリーズ[9]
- けものフレンズシリーズ
  - けものフレンズ[10]
  - けものフレンズ2[11]
  - けものフレンズ3[12]
- ゆるキャン△シリーズ
  - ゆるキャン△[13]
  - へやキャン△[14]
  - ゆるキャン△ SEASON2[15]
  - ゆるキャン△ SEASON3[16]
- ちちぶでぶちち
- 立花館To Lieあんぐる
- かいじゅうステップ ワンダバダ[17]シリーズ
  - かいじゅうステップワンダバダ
  - かいじゅうステップワンダバダ 第二シリーズ
- ISLAND[18]
- 学園BASARA[19]
- 川柳少女[20]
- ソウナンですか?[21]
- ネコぱら[22]
- アニメ カピバラさん[23]
- 現実主義勇者の王国再建記[24]
- 異世界でチート能力を手にした俺は、現実世界をも無双する〜レベルアップは人生を変えた〜[25]
- 月刊モー想科学[26]
- 逃げ上手の若君（GEMBIと共同）[27]
- きのこいぬ[28]
- 黒岩メダカに私の可愛いが通じない[29]
- コウペンちゃん[30]
- ある魔女が死ぬまで[31]

映画
- 「映画 ゆるキャン△」[32]
- 「わたしの幸せな結婚」[33]
- 「ネムルバカ」[34]
- 「東西ジャニーズJr. ぼくらのサバイバルウォーズ」（一部）

ドラマ
- 探偵☆星鴨[35]　（日本テレビ系列シンドラ）
- ウルトラギャラクシーファイト

ゲーム
- FINAL FANTASY Record Keeper
- ジュエリックナイトメア
- BEYOND THE FUTURE
- やはりゲームでも俺の青春ラブコメはまちがっている。
- けものフレンズ3
- 山海镜花
- 百花百狼〜戦国忍法帖〜
- ユミアのアトリエ 〜追憶の錬金術士と幻創の地〜（夢見クジラ、柳川和樹、中村新一郎と共同）

ドラマCD
- サムライドライブ
- ZONE-00シリーズ
  - ZONE-00 劇I section CHERRY
  - ZONE-00 劇II section KNIGHT

テレビ
- ヴォイス・アカデミア（BSフジ）
  - オープニングBGM
- ドデスカ!（名古屋テレビ）
- FOR YOU（KBC九州朝日放送）

CM
- グローバル社「住まいの夢ふくらんだら（Jazz Bar編／モデルルーム編）」編曲
- ハウスプラザ岡崎　BGM
- 八事ハウジング 2013年度CM　BGM

Sound Library
- TV TOKYO Music Library Vol.2 BGM用楽曲

ショータイム音楽
- クイーンズスクエア横浜クリスマス2022 クリスマスツリー ショータイム音楽「カナデル・クリスマス」編曲[36]

## レコーディング参加
Mi
- 「あなたにだけ」（ドラム）
- 「CITY PARK」（ドラム）
- 「幸せなアニマル」（ドラム）

かと*ふく
- 「青」（ヴォーカルディレクション）

川嶋あい
- 「サウスポー」（ドラム）

佐土原かおり
- 「Beauty as the Beast」（ベース）

つるの剛士
- 「Graduation」（ドラム）
- 「心の瞳」（ドラム）

ももいろクローバーZ
- 「白い風」（ドラム）

山猿
- 「無口な明日を嫌わないで」（ギター）
- 「MAMA」（ピアノ）

ゆーたくII
- 「IN FUTURE!!」（ドラム・ヴォーカルディレクション）
- 「Brave Quest」（ヴォーカルディレクション）

米原幸佑
- 「sky high」（ギター）

Ryu
- 「最初から今まで （～2004 Japan Live version）」（ドラム）

### アニメソング
銀河機攻隊 マジェスティックプリンス
- 「僕たちのチーム」（ドラム）

ハマトラ
- キャラクターソング（Vo ディレクション）

Wake Up,Girls!
- （Vo ディレクション）

## ライブ・ツアーサポート
- Mi
- 大瀬戸千嶋
- 川嶋あい
- 川本真琴
- 喜多修平
- JULEPS
- D-51
- 平岡祐太
- 星野みちる
- ヤスミン
- 遊吟
- ユン・サンヒョン
- Ryu